# 王幼慈
王幼慈（1533年—1586年），字子依，號印潭，直隸德州左衛軍籍山東文登縣人，明朝政治人物。

## 生平
嘉靖三十四年（1555年）乙卯科山東鄉試第三名舉人。隆慶五年（1571年）中式辛未科會試第二百七十三名，三甲第五名進士。吏部觀政，授行人，萬曆二年（1574年）升司副，三年养病，丁憂。七年复除原职，九年降用，十四年卒。

## 家族
曾祖王昱；祖父王雄；父王嘉聘，母劉氏。慈侍下。